# Odontomelus kamerunensis
Odontomelus kamerunensis är en insektsart som beskrevs av Willy Adolf Theodor Ramme 1929. Odontomelus kamerunensis ingår i släktet Odontomelus och familjen gräshoppor. Inga underarter finns listade i Catalogue of Life.